# Maurice Vanhoutte
Maurice Alphonse Romain Vanhoutte (Turnhout, 13 juli 1934 - Lier, 22 november 2023) was een Belgisch politicus voor de PVV en later de VLD.

## Levensloop
Vanhoutte groeide op in Kasterlee. Tijdens zijn studies rechten aan de Rijksuniversiteit Gent was hij redactielid van het LVSV-ledenblad Neohumanisme en voorzitter van het TSG 't Zal Wel Gaan. Ook behaalde hij een aggregaatsdiploma. Beroepshalve was hij leraar 'Nederlands', eerst een periode in Belgisch Congo en daarna aan het Koninklijk Atheneum van Lier. Ook was hij van 1974 tot 1977 en van mei tot oktober 1980 kabinetsmedewerker van minister Herman Vanderpoorten.
Vanhoutte werd politiek actief voor de toenmalige PVV te Lier, waar hij van 1977 tot 1995 gemeenteraadslid, van 1983 tot 1984 schepen van Cultuur, Onderwijs en Sport en van 1984 tot 1995 burgemeester was. Van 1978 tot 1981 was hij tevens provincieraadslid van Antwerpen, waarna hij een parlementaire loopbaan begon. Van 1981 tot 1987 zetelde hij in de Belgische Senaat: van 1981 tot 1984 als gecoöpteerd senator en van 1984 tot 1987 in opvolging van Herman Vanderpoorten als rechtstreeks gekozen senator voor het kiesarrondissement Mechelen-Turnhout. Daarna zetelde hij van 1987 tot 1995 voor het kiesarrondissement Mechelen in de Kamer van volksvertegenwoordigers. In de periode oktober 1984-mei 1995 had hij als gevolg van het toen bestaande dubbelmandaat ook zitting in de Vlaamse Raad. Na de gemeenteraadsverkiezingen van 2000 zetelde hij nog een legislatuur in de Kastelse gemeenteraad, waar hij tevens VLD-fractievoorzitter werd.
Hij kreeg de titels van ere-burgemeester van de stad Lier en ere-volksvertegenwoordiger (4 juli 1995), Ridder en Officier in de Leopoldsorde en is drager van de Burgerlijke medaille 1ste Klasse en van de Herinneringsmedaille van de Gewapende Humanitaire Operaties. Hem werd ook de Erkentelijkheidsmedaille van de PVV toegekend. Tevens was hij erelid van de Raad van Bestuur van Pro Lege, de vereniging voor voormalige senatoren en volksvertegenwoordigers, erebrigadier van 2A, erevoorzitter van Denise Gresiac en eredeken van de Heren van Lier.
Maurice Vanhoutte was gehuwd en had één zoon. Hij overleed in november 2023 op 89-jarige leeftijd. Zijn afscheidsplechtigheid vond plaats op Begraafplaats Kloosterheide, waar zijn urne tevens een laatste rustplaats kreeg.